# Granulopsammodius loebli
Granulopsammodius loebli är en skalbaggsart som beskrevs av Riccardo Pittino 1980. Granulopsammodius loebli ingår i släktet Granulopsammodius och familjen Aphodiidae. Inga underarter finns listade i Catalogue of Life.